# Grande fontaine de Saint-Christophe
La grande fontaine de Saint-Christophe est l'exutoire d'un système perte-résurgence situé sur les communes de Saint-Christophe-sur-Roc et de La Chapelle-Bâton, département des Deux-Sèvres. 

## Spéléométrie
La dénivellation de la cavité est de 40 m de la perte (altitude 115 m) à la résurgence (altitude 75 m) pour un développement de 4 770 m.

## Géologie
La cavité se développe dans les calcaires du Lias (Sinémurien à Domérien) du Jurassique inférieur.

## Explorations spéléologiques
Le 31 août 1975, Georges Bouquet et Philippe Poussou franchissent la voûte mouillante de la grande fontaine de Saint-Christophe et découvrent un couloir menant à une bifurcation. Il s'agit du réseau de la Chapelle-Bâton (à gauche 300 m sont explorés) et de celui de Saint-Projet (à droite 600 m sont explorés).
Une semaine plus tard, les mêmes parcourent plus de deux kilomètres dans le réseau de la Chapelle et s'arrêtent sur un effondrement formant barrage.
Le 15 octobre 1975, les mêmes accompagnés de Christian Micheneau franchissent le barrage et son plan d'eau pour s'arrêter devant un siphon. Par ailleurs, environ 600 m de conduits sont explorés dans le réseau de Saint-Projet.
En 1976, les explorations continuent sous l'égide du Comité départemental de spéléologie des Deux-Sèvres. L’ensemble des réseaux de la rivière souterraine de Saint-Christophe est exploré et topographié. 
Le 8 mai 1977, le siphon terminal du réseau de la Chapelle est plongé par Daniel Gérard du Club subaquatique thouarsais sur 76 m, mais sans parvenir à « sortir le siphon » .
Le 19 octobre 1980, Jean-Pierre Stefanato du Spit-club Saint-Maixentais franchit les siphons 1 et 2, mais s'arrête par manque de fil.
Le 22 novembre 1981, l'affluent amont en rive gauche (Saint-Projet) est plongé par Jean-Pierre Stefanato.
En 2000, à l'occasion de fortes pluies, un trou se forme sur la commune de La Chapelle-Bâton et laisse apparaître des bords rocheux d'un puits. 
En 2001, Jean-Louis Moreau, qui a fait converger en 1997 tous les ruisseaux des environs vers une doline en formation, buse l'entrée et atteint la rivière souterraine de Saint-Christophe-sur-Roc à la profondeur de 25 m, L'ouverture de cette nouvelle entrée permet d'effectuer une traversée spéléologique de 1900 m de longueur.